# 伊高·沙托尼
伊高·托利斯·沙托尼（葡萄牙語：Igor Torres Sartori，1993年1月8日—），生於巴西里約熱內盧，巴西足球運動員，司職前鋒。其父親為日職早期名將艾仙度沙杜尼，於1993年與巴西名宿薛高一同效力鹿島鹿角，並協助球隊奪得該季日職首階段的冠軍。現時效力香港超級聯賽球會大埔。

## 球員生涯
伊高·沙托尼生於巴西里約熱內盧，在青年軍時代是薛高足球學校成員，在2005年加入當地球會CFZ里約熱內盧，到2012年隨父親艾仙度沙杜尼步伐，轉投巴西名門球會法林明高青年軍。
於2011年職業生涯首季，加盟日職球會鹿島鹿角，即父親首間效力的日本球會，成為鹿島鹿角目前唯一一對父子都曾經效力的外援球員，到2012年1月合約期滿回歸母會法林明高，及後獲提拔到一隊，期間外借到巴拉干天奴，共錄得兩個助攻，並借到巴西紅牛，到2017年1月離隊，加盟巴丙升班馬沃爾特雷東達時，更沒有上陣機會。
於2017年7月，他經杜度推薦遠赴香港加盟港超聯球會和富大埔，並於首場聯賽即交出一記助攻，惟他在上半場補時階段便被夢想的球員鏟傷，隨後他在9月17日對標準流浪的聯賽傷瘉復出，並即取得加盟球隊後首個入球，及交出一記助攻，協助和富大埔最終以3–0勝出。
2018–19年球季，以出色表現協助和富大埔，首次贏得香港超級聯賽冠軍。季尾的「香港足球明星選舉」中，他同時榮登「香港足球先生」、「最受球迷歡迎球星」、「球員之星」及「最佳十一人」，成為「四料足球先生」。
2019–20年球季，伊高·沙托尼加盟香港超級聯賽球會富力R&F。
2021年2月7日，中甲球會梅州客家正式確認伊高·沙托尼加盟。
2022年4月30日，由富力R＆F轉投中甲球隊梅州客家的伊高沙托尼，為球隊上陣33場並貢獻6入球、11次助攻，助球隊以聯賽亞軍身份升上中超。惟隨着梅州今季引入新援，伊高最終不獲留用，與球隊協商解約，在日內離開中國。
2022年8月6日，日本職業足球乙級聯賽球會甲府風林宣佈簽入伊高·沙托尼。
2023年1月6日，伊高·沙托尼重返香港，傑志宣佈簽入伊高·沙托尼，他將成為藍鳥8號球衣的新主人。
2024年7月18日，伊高·沙托尼大幅減薪重返大埔。他表示和舊球會傑志本來尚有半年合約，但認為自己在該會前途充滿太多變數，經雙方協議後，最終決定提早解約。

## 家庭生活
伊高沙托尼的父親為已退役巴西球員艾仙度沙杜尼，現在在巴西過著退休生活，繼承家族的玉米農場。父親自小在法林明高預備隊，與巴西名宿薛高做隊友，並於1986年在頂級聯賽亮相，而父親亦是巴西U20國家隊出戰1987年世青賽的成員之一，共於4場比賽取得2個入球，其後他曾效力於巴甲著名球會法林明高及聖保羅。
直到1993年球員生涯首次外流，加盟日本球會鹿島鹿角，並與隊友薛高協助球隊奪得該季日職首階段的冠軍，惟球隊最後在總決賽不敵川崎讀賣而未能奪冠，效力鹿島鹿角2季都獲日職銀靴獎，其後轉投川崎讀賣，在1995年亞洲冠軍球會盃首圈首回合，作客香港在香港大球場兩度射破東方大門。

## 榮譽
鹿島鹿角
- 日本聯賽盃冠軍（2011）

法林明高
- 巴西盃冠軍（2013）
- 卡里奧卡錦標賽冠軍（英语：Campeonato Carioca）（2014）
- 卡里奧卡錦標賽冠軍（英语：Campeonato Carioca）（2013）

大埔
- 香港超級聯賽冠軍（2018–19、2024–25）

傑志
- 香港超級聯賽冠軍（2022–23）
- 香港高級組銀牌冠軍（2022–23、2023–24）
- 香港足總盃冠軍（2022–23）

個人
- 港超聯 4、5月最有價值球員（2018–19）
- 香港足球明星選舉 最佳十一人 （2018–19）
- 香港足球先生 （2018–19）[10]
- 球員之星（2018–19）[10]
- 最受球迷歡迎球星（2018–19）[10]

## 外部連結
- Transfermarkt （页面存档备份，存于）
- Soccerway資料庫 （页面存档备份，存于）
- HKFA資料 （页面存档备份，存于）